# Stippelganzenvoet
Stippelganzenvoet (Chenopodium ficifolium) is een eenjarige plant die behoort tot de amarantenfamilie (Amaranthaceae).
De plant komt voor in de gematigde streken van Eurazië, in Nederland komt de soort algemeen voor.

## Kenmerken
De plant wordt 30 tot 90 cm hoog. De bloeiwijze is een bloemkluwen welke bloeit van juli tot september. De vrucht is een dopvrucht.
De stippelganzenvoet komt voor op vochtige, stikstofrijke en verstoorde bodem.